# Lockheed L-1049 Super Constellation
Lockheed L-1049 Super Constellation je americký dopravní vrtulový letoun z 50. let 20. století - dolnoplošník se čtyřmi pístovými motory, trojitou směrovkou, zatahovacím podvozkem a jednoduchým trupem. Šlo o odpověď na úspěšný letoun Douglas DC-6. Vývojovým předchůdcem byl Lockheed Constellation, který poprvé vlétl v roce 1943 jako vojenský transportní letoun. Tvarově jsou oba typy stejné, Constellation má však kratší trup - pouze 28,98 m a menší nosnost. Letouny se používaly v padesátých letech ve značném počtu v USA na dlouhých dopravních linkách. Vojenské verze letounu byly značeny C-121 Constellation.

## Podrobné znaky

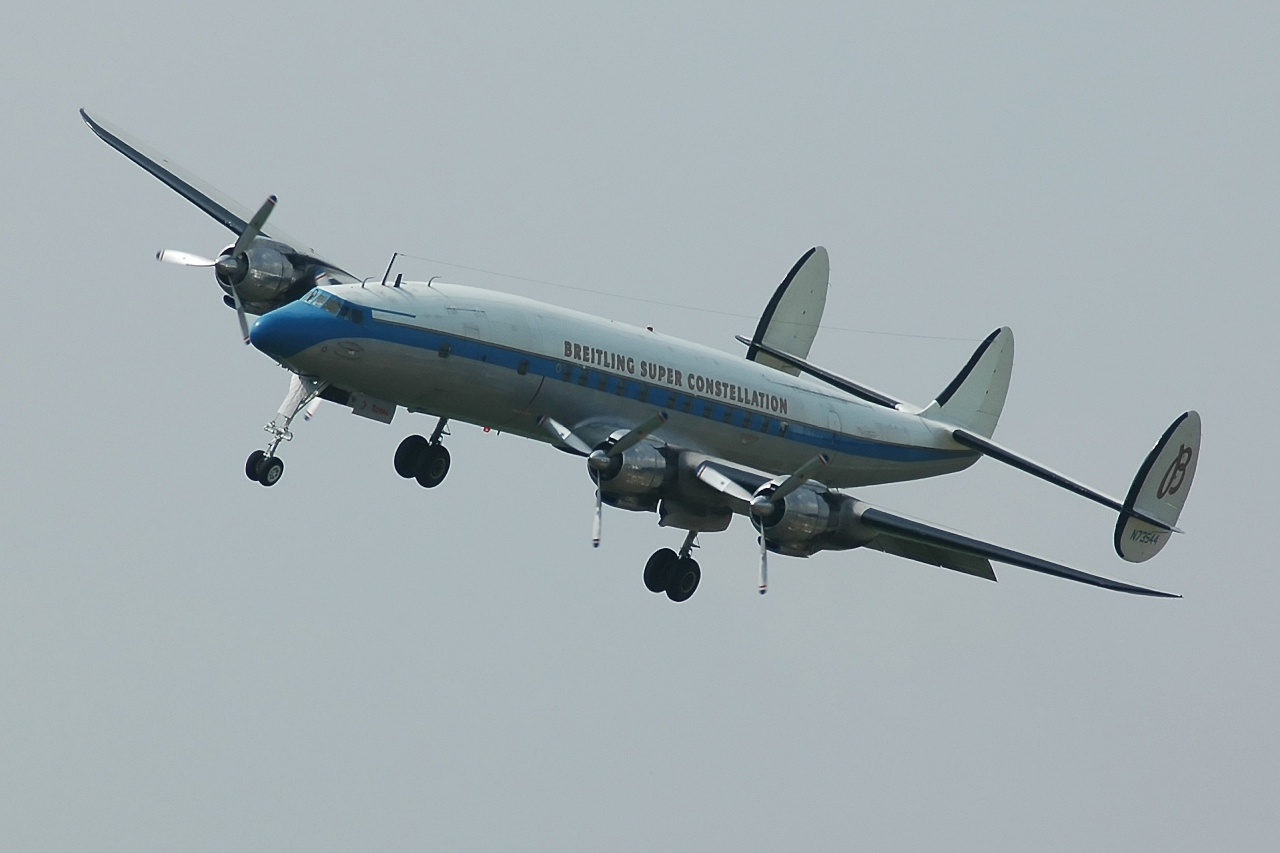
Lockheed Super Constellation N73544

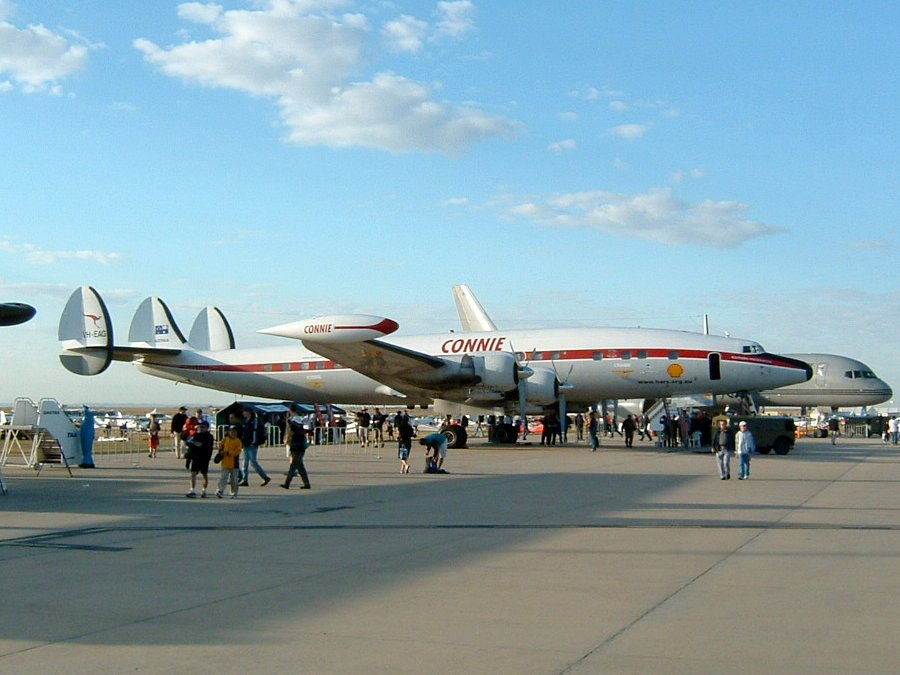
Lockheed Super Constellation VH-EAG na výstavě Historical Aircraft Restoration Society

- Kosočtverečné křídlo ve tvaru V posunuté ke středu trupu.
- Hvězdicové motory jsou vestavěny do gondol.
- Na klínové výškovce jsou tři vejčité směrovky.
- Tříkolový zatahovací podvozek.
- Štíhlý trup esovité linie (snížený předek, zvýšená zaď letadla).

## Motory
První dopravní verze XC-69 Constellation byla v prototypu vybavena motory firmy Hughes Tool Company. V dalších verzích byl nahrazen motorem Pratt & Whitney R-2800. Pozdějším prodloužením trupu Constellation vznikl letoun Super Constellation a v něm byly použity motory Wright R-3350.

## Varianty

### Vojenské
- WV-2: Námořní letoun sloužící pro radarové hlídkování (verze Super Constellation). Velká radarová instalace - mohutná vana pod středem trupu a vysoký plochý výčnělek na hřbetě.
- C-121A: Vojenská verze.
- C-121B: Přeprava VIP osob.
- PO-1W: Letoun včasné výstrahy.

### Civilní
- L-1049  Základní verze pro přepravu 95 - 109 cestujících.
- L-1049B  Vojenská verze používaná v letectvu námořnictva Spojených států, kde sloužily pod označením jako R7V-1 a později C-121, byl vybaven novými motory.
- L-1049C  Civilní verze vybavená stejnými motory jako L-1049B, prototyp vzlétl 17.2.1953.
- L-1049D  Verze vycházející z L-1049C pro přepravu nákladu nebo cestujících, měl zesílený trup a byl vybaven nákladními dveřmi.
- L-1049E  Model pro luxusní přepravu cestujících vycházející z L-1049C, měl nové motory a zesílenou konstrukci.
- L-1049F  Vojenská verze pro přepravu nákladu i osob označovaná C-121.
- L-1049G  Nejúspěšnější varianta vybavena vylepšenými motory s možností instalací přídavných nádrží.
- L-1049H  Nákladní varianta vycházející z L-1049D a L-1049G.

## Specifikace (L-1049C)

### Technické údaje
- Posádka: 4
- Kapacita: 94 cestujících (podle uspořádání kabiny) nebo 10 000 kg nákladu nebo úměrný počet vojáků s výzbrojí
- Rozpětí: 37,49 m
- Délka: 34,65 m
- Výška: 7,54 m
- Nosná plocha: 153,29 m²
- Hmotnost prázdného letounu: 31 300 kg
- Max. vzletová hmotnost: 54 431 kg
- Pohonná jednotka: 4 x hvězdicový motor Wright R-3350 972-TC-18DA-1, každý o výkonu 3 250 hp (2 245 kW)

### Výkony
- Max. rychlost: 531 km/h
- Cestovní rychlost: 489 km/h
- Dostup: 7 833 m
- Dolet: 8 288 km